# Ministerul Cercetării și Inovării (România)
Ministerul Cercetării și Inovării (MCI) este un fost organ de specialitate din administrația publică centrale, cu personalitate juridică, care era organizat și funcționa în subordinea Guvernului României în perioada cabinetului Dăncilă.
MCI avea rolul de sinteză și coordonare în aplicarea Strategiei și Programului de guvernare în domeniul cercetării științifice, dezvoltării tehnologice și inovării. Acesta organiza și conducea sistemul național de cercetare științifică, dezvoltare tehnologică și inovare, exercitându-și atribuțiile stabilite prin legi și prin alte acte normative din sfera sa de activitate, și realiza, după caz, împreună cu ministerele de resort, politica guvernamentală în domeniile sale de activitate. Ca organ de specialitate al administrației publice centrale, avea drept de inițiativă și de execuție în domeniul politicii financiare și al resurselor umane din sfera cercetării științifice, dezvoltării tehnologice și inovării. 
La data de 4 noiembrie 2019, odată cu învestirea cabinetului Orban, ministerul fuzionează cu Ministerul Educației Naționale pentru a forma Ministerul Educației și Cercetării.